# Skudeneshamns kommun
Skudeneshamns kommun eller Skudeneshavns kommun (norska: Skudeneshavn kommune) var en kommun (stadskommun, norska: bykommune) i Rogaland fylke i sydvästra Norge. Kommunen omfattade staden Skudeneshamn (Skudeneshavn) som samtidigt utgjorde kommunens centralort.

## Administrativ historik
Skudeneshamns kommun upprättades 10 februari 1858 genom utbrytning ur Skudenes kommun. Kommunen hade 1 209 invånare vid upprättandet.
Den 1 januari 1965 gick kommunen upp i Karmøy kommun. Kommunens hade då 1 275 invånare.